# Alfred-Marie Liénard
Alfred-Marie Liénard (Amiens, 2 de abril de 1869 – Paris, 29 de abril de 1958) foi um físico e engenheiro francês. É lembrado principalmente por sua introdução (independentemente de Emil Wiechert) dos potenciais de Liénard-Wiechert (1898).